# ピアノ協奏曲 (三善晃)
ピアノ協奏曲は、三善晃がNHKより芸術祭参加作品として委嘱をうけたことにより作曲したピアノ協奏曲である。演奏時間は約15分。

## 初演
1962年10月31日、東京文化会館にて森正指揮NHK交響楽団、本荘玲子の独奏により行われた。

## 編成
独奏ピアノ、ピッコロ（フルート持ち替え）、フルート2（1奏者はピッコロ持ち替え）、オーボエ2、コーラングレ、クラリネット2、ファゴット2、ホルン4、トランペット4、トロンボーン3、チューバ、ティンパニ、タムタム、スネアドラム、タンブリン、バスドラム、ウッドブロック、シンバル、木魚、むち、ヴィブラフォン、グロッケンシュピール、チューブラーベル、シロフォン、カスタネット、鐘、木琴、鉄琴、マリンバ、チェレスタ、ピアノ、ハープ、弦五部。

## 作品の概要
この作品を構成する基本的な要素として、短2度（半音）の音程が挙げられる。短2度（および長7度）の音程は、旋律、和声の両面において、全曲を構成する上で重要な役割を持っている。
単一楽章形式で、切れ目なく演奏されるが、伝統的な3楽章形式に該当する、3つの部分に分けることができる。第3部は、第3楽章的な役割と、作品全体のコーダとしての、二つの役割を持っている。

### 第1部
二つの展開部を持つソナタ形式。マリンバとヴィブラフォンが和音を打ち鳴らす短い導入に続いて、弦楽器に第1主題が提示される。続いて、ピアノにリズミカルな第2主題が提示される。オーケストラによる第2主題の変奏を経て、クラリネットに静かな第3主題が提示される。和音の強打を経て第1の展開部となり、ピアノを中心に変奏を重ねてゆく。第1主題、第2主題が次々に復帰すると、第2の展開部が始まる。金管楽器の強烈なファンファーレを経て、第3主題が変奏され、そのままピアノのカデンツァに突入する。

### 第2部 アンダンテ・カンタービレ
三部形式。カデンツァからそのまま切れ目無く、コラール風の主題がピアノに現れる。しばらくしてこの旋律が消えると、弦楽器にもう一つのコラールが現れる。中間部は、ピアノによるコラール主題の変奏で開始され、チェレスタやグロッケンシュピールにより、1小節単位の細かい装飾句が受け渡される。この装飾句は、第3部の主題の予告である。弦楽器に第2のコラールが再現され、その上に第1のコラールが変奏される。経過的なピアノのカデンツァに入り、そのまま第3部へ続いてゆく。

### 第3部
トッカータ風のピアノのパッセージに続いて、オーケストラが断片的な動機を次々と並べてゆき、ピアノに、第2部の中間部の主題から派生した、力強い主題が現れる。1小節単位のこの主題が様々に形を変えて繰り返され、盛り上がってゆくと、頂点でラルゲットにテンポを落とし、第2部のコラールを想起させる主題がオーケストラで力強く奏される。その後、再びテンポを速めてピアノが先導するコーダに入り、勢い良く曲を閉じる。